# Les Compagnons de la Marjolaine (pièce de théâtre)
Pour les articles homonymes, voir Les Compagnons de la Marjolaine.
Les Compagnons de la Marjolaine est une pièce de théâtre en trois actes de Marcel Achard, créée le 3 octobre 1952 sur la scène du théâtre Antoine.

## Principales représentations

### Théâtre Antoine, 1952 (création)
Distribution
- Jean-Marie Amato : Ribeyrolles
- Arletty : Cora
- Bernard Blier : le brigadier Lecoq
- Margot Brun : Suzanne Ribeyrolles
- Monique Manuel : Geneviève de Malegarde
- Melina Mercouri : Daphné
- Geneviève Page : Justine
- Guy Piérauld : Cartahut
- Jacques Torrens : Sébastien
- Émile Riandreys : Tabarot

Mise en scène : Yves Robert
Scénographie : Georges Wakhévitch
Costumes : Georges Wakhévitch, Pierre Balmain (robes)
Source : Les Archives du spectacle

### Théâtre Marigny, 1968
Distribution
- Alain Souchère : Ribeyrolles
- Christiane Minazzoli : Cora
- Jacques Fabbri : Lecocq
- Karyn Balm : Suzanne Ribeyrolles
- Sophie Cnudde : Geneviève de Malegarde
- Jacques Balutin : Tabarot
- Claudine Coster : Daphné
- Corinne Lahaye : Justine
- Jacques Ramade : Cartahut
- Alain Feydeau : Sébastien

Mise en scène : Robert Manuel
Décors : Roger Harth
Costumes : Donald Cardwell
Réalisation : Pierre Sabbagh
Pièce enregistrée le 21 septembre 1968 au théâtre Marigny pour l'émission Au théâtre ce soir et diffusée un peu plus tard sur la 1re chaine.
Source : IMDb